# Eclipse lunar de 20 de janeiro de 1981
| Eclipse Lunar Penumbral 20 de janeiro de 1981 | Eclipse Lunar Penumbral 20 de janeiro de 1981 |
| --- | --------------------------------------------- |
| A Lua cruzando a zona de penumbra da Terra, de oeste para leste (da direita para a esquerda), com a superfície levemente menos brilhante e sua extremidade norte um pouco mais escurecida pela sombra. |                                               |
| Gamma | -1,0141                                       |
| Saros (e membro) | 114 (57 de 71)                                |
| Sequência de eclipses lunares |                                               |
| Anterior | 26 de agosto de 1980                          |
| Próximo | 17 de julho de 1981                           |
| Duração (hr:mn:sc) |                                               |
| Penumbral | 4:23:50                                       |
| Fases e Horários do Eclipse (UTC) |                                               |
| P1 | 5:38:00                                       |
| Máximo | 7:49:57                                       |
| P4 | 10:01:50                                      |

O eclipse lunar de 20 de janeiro de 1981 foi um eclipse penumbral, o primeiro de dois eclipses lunares do ano, e único como penumbral. Teve magnitude penumbral de 1,0136 e umbral de -0,0192. Teve duração total de quase 264 minutos.
Durante o instante máximo do eclipse, a faixa de penumbra da Terra conseguiu cobrir totalmente o disco lunar, fazendo com que seu brilho diminuísse gradualmente, e sua extremidade norte fosse um pouco mais escurecida, por estar mais próximo da sombra umbral terrestre. Foi um dos eclipses penumbrais mais escuros, apesar de ser difícil de perceber mudanças visíveis em um eclipse penumbral, geralmente.
Neste caso, como a Lua entrou inteiramente na penumbra, ocorreu um eclipse do subtipo penumbral total, o que é relativamente raro nos eclipses penumbrais. Nessas ocasiões, a perda de brilho e o leve escurecimento na superfície lunar fica um pouco mais acentuado. A última vez que ocorreu um eclipse desse tipo foi em 9 de janeiro de 1963, e a próxima vez será em 3 de março de 1988, quando deverá ser o maior e mais escuro eclipse penumbral do século XX.
A Lua cruzou a região sul da penumbra da Terra, em nodo ascendente, dentro da constelação de Câncer, próxima às estrelas κ Gem, Pollux e Castor, na constelação vizinha de Gêmeos.

## Série Saros
Eclipse pertencente ao ciclo lunar Saros de série 114, sendo de número 57, totalizando 71 eclipses da série. O último eclipse foi o eclipse penumbral de 9 de janeiro de 1963, o qual também foi do tipo penumbral total. O próximo será com o eclipse penumbral de 31 de janeiro de 1999, também um eclipse penumbral do tipo total.

## Visibilidade
Foi visível nas Américas, Pacífico, Atlântico, Europa, Nova Zelândia, oeste da África, no Ártico e no leste da Ásia.
| Região do planeta onde foi visível durante o máximo do eclipse - 7:50 UTC. O litoral oeste do México, nas proximidades do Pacífico, obteve a melhor observação do meio do eclipse, de onde foi visível à meia-noite. |
| Mapa de visibilidade do eclipse |